# Mamadou Diop
Mamadou Diop Gaye (nacido el 14 de febrero de 1993 en Guediawaye, Senegal) es un exjugador de baloncesto español que se retiró en agosto de 2020 a la temprana edad de 27 años, su último equipo fue el TSV Neustadt de la liga Alemana. Es hermano del también jugador de baloncesto Ilimane Diop. Con 2,04 metros de estatura, jugaba en la posición de ala-pívot.

## Trayectoria deportiva
Mamadou Diop Gaye llega a España en 2008 para jugar en el Villa de Adeje. Tras varios años en las categorías inferiores del Laboral Kutxa, comenzó la temporada 2011/12 en el filial baskonista de Primera División, para recalar posteriormente en el UPV Álava de Liga EBA (vinculado al Baskonia), conjunto con el que destacó sobre todo en la segunda fase, con una media de 12 puntos y 4 rebotes por partido.
En la temporada 2012/2013 jugó cedido en el CEBA Guadalajara, alcanzando las semifinales de ascenso a LEB Oro. En la 2013/2014 es de nuevo cedido por el Laboral Kutxa para continuar su progresión, en este caso al equipo Conservas de Cambados de LEB Plata.
La temporada 2014/15 se incorpora a la primera plantilla del Laboral Kutxa para disputar la Liga Endesa y la Turkish Airlines Euroleague. El 2 de septiembre debuta y anota sus primeros puntos en el partido de pretemporada contra el Gipuzkoa Basket. El 28 de diciembre debuta en ACB en la victoria del Laboral Kutxa Baskonia contra el Club Baloncesto Sevilla.
La temporada 2015/16 continúa en la primera plantilla del Laboral Kutxa.
Al finalizar la temporada 2015/16, Mamadou firma por el Melco Yeper de Bélgica.

## Selección nacional
Ha sido Internacional Sub-17, Sub-18 y Sub-20 con España. 
En el verano de 2010 es convocado por el seleccionador español Diego Ocampo para participar con la Selección Sub-17 de España en el Campeonato del Mundo de Baloncesto Hamburgo 2010.
En abril de 2011 forma parte del equipo español Sub-18 que compite en el Torneo Vilagarcía Basket Cup 2011.
En el verano de 2012 es preseleccionado por el entrenador español, Luis Guil para participar con España en el Europeo Sub-20 Eslovenia.
En 2013 es de nuevo preseleccionado por el seleccionador español, Sito Alonso para formar parte del equipo español en el Europeo Sub-20 Estonia.

## Palmarés
- CEBA Guadalajara: Campeón de la Copa LEB Plata (2012-2013).